# پرچم گرجستان
پرچم گرجستان، برای اولین بار در ۲۵ ژانویه ۲۰۰۴ به رسمیت شناخته شد. به‌عنوان پرچم غیرنظامی و پرچم استان شناخته می‌شود و همچنین دارای تناسب ۲:۳ می‌باشد.

## تاریخچه و معنی
عناصر اصلی پرچم گرجستان، صلیب‌هایی هستند که روی زمینه سفید رنگ طراحی شده و معنی پرچم این کشور را درون خود حفظ کرده‌اند. با توجه به صلیب‌هایی که در شکل ظاهری پرچم گرجستان دیده می‌شود، می‌توان به ارادت شهروندان گرجی به عیسی مسیح و دین مسیحیت پی برد.
گاهی پنج صلیب روی پرچم فعلی گرجستان به‌عنوان نماد پنج زخم مقدس یا مسیح و بشارت‌دهندگان (انجیل‌های چهارگانه) تفسیر می‌شود.

## منابع

پرچم گرجستان در زمان حکومت واختانگ یکم (قرن پنجم میلادی)